# LS Invest
Die LS Invest AG, vor 2021 firmierend als IFA Hotel und Touristik AG, ist ein Touristikunternehmen, dessen Tochtergesellschaften in der Bewirtschaftung und Vermarktung von Ferienhotels tätig sind. Das Unternehmen weist 2022 lt. Handelsregister ein Grundkapital von 128,7 Millionen Euro aus und beschäftigte im Geschäftsjahr 2015 im Jahresdurchschnitt rund 2000 Mitarbeiter. Der Gesellschaftssitz ist in Duisburg. Die Mehrheit der Geschäftsanteile befindet sich im Besitz der Lopesán-Gruppe mit Sitz in Las Palmas de Gran Canaria (Spanien).

## Geschichte
IFA Hotel & Touristik wurde 1982 als Vermarkter für spanische Hotels und Appartementanlagen gegründet. 1984 erfolgte durch den Kauf des Alpenhotels Wildental und die Pachtung eines Ferienhotels in Hirschegg der Einstieg in den österreichischen Markt. Die Jahre bis 1995 waren durch ein verstärktes Engagement in Deutschland geprägt. Neben der Übernahme mehrerer Hotels fiel in diesen Zeitraum auch die Aufnahme der Klinikaktivitäten. Im Juli 1995 erfolgte der Börsengang. Die ersten Aktien wurden zu einem Preis von 30 DM im regulierten Handel an den Wertpapierbörsen Frankfurt am Main und Düsseldorf ausgegeben. 1999 erwarb die spanische Lopesán-Gruppe mit 50,1 % der Geschäftsanteile die Aktienmehrheit. Die Konzernstruktur und die Marke IFA wurden beibehalten. Vor und nach dem Börsengang war IFA kurzfristig auch mit Standorten in Italien, in der Türkei und in Osteuropa vertreten.
2016 übernahm IFA 50 % der Geschäftsanteile der Anfi-Gruppe, welche auf Gran Canaria die touristischen Resorts „Anfi del Mar“ und „Anfi Tauro“ im Timesharing-Modell betreibt.

## Aktionärsstruktur
Die Aktien der IFA waren bis 2021 an den Börsen Frankfurt am Main, Berlin, Stuttgart und München notiert, einschließlich des elektronischen Handelssystems Quotrix. Das Delisting der Aktie der Gesellschaft erfolgte zum 12. Juli 2022 mit der Einstellung des Handels an der Börse Düsseldorf. Sie ist aber weiterhin im Freiverkehr der Börse Hamburg handelbar.
Rund 90 % des gezeichneten Kapitals entfallen laut Stimmrechtsmitteilungen auf Großaktionäre, die außerhalb Deutschlands angesiedelt sind.
- Lopesan Touristik S. A. (Spanien): 89,67 %
- Victor Garrido Montes de Oca (Dominikanische Republik): 0,4 %
über Newinvest Assets (Deutschland/Panama)
- Eigene Aktien: 0,32 %
- Streubesitz: 9,61 %

Stand: 2021

## Standorte
2015 betrieb IFA über ihre Gruppengesellschaften 16 Hotels und Appartementhäuser der Qualitätsstufen 3 bis 4,5 Sterne. Die Standorte befinden sich in Spanien, Deutschland, Österreich und der Dominikanischen Republik. Darüber hinaus unterhält der Konzern ein Kurheim und eine Klinik an der Ostsee.
Spanien (Gran Canaria)
- IFA Beach Hotel, San Agustín
- IFA Continental Hotel, San Agustín
- IFA Dunamar Hotel, Playa del Inglés
- IFA Faro Hotel, Maspalomas
- IFA Hotel Catarina, Playa del Inglés (verkauft 2016[3])
- IFA Interclub Atlantic Hotel, San Agustín

Deutschland
- IFA Fehmarn Hotel & Ferien-Centrum, Fehmarn
- IFA Graal-Müritz Hotel Spa & Tagungen, Graal-Müritz
- IFA Rügen Hotel & Ferienpark, Binz
- IFA Schöneck Hotel & Ferienpark, Schöneck/Vogtl.
- Kinder-Reha-Zentrum Usedom – IFA Kurheim Usedom, Loddin
- Südstrand-Klinik Fehmarn, Fehmarn

Österreich
- IFA Alpenhotel Wildental, Höfle
- IFA Alpenrose, Kleinwalsertal
- IFA Breitach, Mittelberg

Dominikanische Republik
- IFA Ocean Bávaro Resort & Spa, Punta Cana
- IFA Village Bávaro Resort & Spa, Punta Cana
- IFA Villas Bávaro Resort & Spa, Punta Cana